# Dark pool
En el ámbito de las finanzas, se denomina dark pool (también black pool) (en español "grupos oscuros") a un foro privado (sistema de comercio alternativo o SCA) para negociar valores, derivados y otros instrumentos financieros. La liquidez en estos mercados se denomina liquidez dark pool. La mayor parte de las operaciones realizadas en el dark pool son grandes operaciones de instituciones financieras que se ofrecen por fuera de las bolsas públicas como la Bolsa de Valores de Nueva York y el NASDAQ, por lo que dichas operaciones permanecen confidenciales y fuera del alcance del público inversor en general. La fragmentación de las plataformas de comercio electrónico ha permitido la creación de grupos oscuros, y normalmente se accede a ellos a través de redes cruzadas o directamente entre participantes del mercado a través de acuerdos contractuales privados. Generalmente, los grupos oscuros no están disponibles para el público, pero en algunos casos los inversores minoristas y los comerciantes pueden acceder a ellos indirectamente a través de corredores minoristas.
Una de las principales ventajas para los inversores institucionales del uso de dark pools es comprar o vender grandes bloques de valores sin mostrar que quede en evidencia su accionar frente a otros inversores y así evitar el impacto en el mercado, ya que ni el tamaño de la operación ni la identidad se revelan hasta algún tiempo después de haber realizado la operación. Sin embargo, también significa que algunos participantes del mercado están en desventaja ya que no pueden ver las órdenes antes de que se ejecuten; los participantes en los dark pools acuerdan los precios, por lo que el mercado ya no es transparente.
Existen tres tipos principales de dark pools:
1. Empresas independientes creadas para ofrecer una base diferenciada única para el comercio
2. Dark pools de propiedad del corredor de bolsa donde los clientes del corredor interactúan, más comúnmente con otros clientes del corredor (posiblemente incluidos sus propios comerciantes propietarios) en condiciones de anonimato
3. Algunos intercambios públicos establecen sus propios dark pools para permitir a sus clientes los beneficios del anonimato y la no visualización de pedidos al tiempo que ofrecen una "infraestructura" de intercambio.

Los dark pools se utilizan mucho en la negociación de alta frecuencia, lo que también ha generado un conflicto de interés para quienes operan grupos oscuros debido al pago por flujo de pedidos y acceso prioritario. Los comerciantes de alta frecuencia pueden obtener información al realizar pedidos en un dark pool que se puede utilizar en otros intercambios o dark pools. Dependiendo de la forma precisa en que un "dark" pool opera e interactúa con otros sitios de operaciones financieras, puede ser considerado, y de hecho algunos proveedores lo denominan, "grey" pool.
Estos sistemas y estrategias suelen buscar liquidez entre los lugares de negociación abiertos y cerrados, como otros sistemas de negociación alternativos. Los dark pools han ganado importancia desde 2007, con docenas de grupos diferentes que obtienen una parte sustancial del comercio de acciones de Estados Unidos. Los dark pools son de varios tipos y pueden ejecutar operaciones de múltiples formas, como mediante negociación o automáticamente (por ejemplo, cruces de punto medio, cruces escalonados, VWAP, etc.), a lo largo del día o en horarios programados.

## Historia
El origen de los dark pools se remonta a 1979, cuando se modificó una regulación financiera en los Estados Unidos que permitió que los valores que cotizaban en una bolsa determinada se negociaran activamente fuera de la bolsa en la que se cotizaba. Conocido como reg 19c3, la Comisión de Bolsa y Valores de Estados Unidos aprobó el reglamento que se comienza a utilizar el 26 de abril de 1979.
La nueva regulación permitió la aparición de dark pools durante la década de 1980 que permitieron a los inversores negociar grandes órdenes en bloque evitando el mercado se diera cuenta en forma simultánea de la operación y renunciando a la privacidad. En 1986, Instinet inició el primer lugar de negociación de dark pools conocido como "After Hours Cross". Sin embargo, no fue hasta el año siguiente que ITG creó el primer grupo oscuro intradiario "POSIT", ambos permitían la ejecución de grandes operaciones de forma anónima, lo que resultaba atractivo para los vendedores de grandes bloques de acciones. Durante los próximos 20 años, las operaciones ejecutadas en grupos oscuros representaron una pequeña fracción del mercado, del 3 al 5% de todas las operaciones. En ocasiones, esto se denominaba "comercio de arriba".
El siguiente gran desarrollo en los dark pools se produjo en 2007 cuando la SEC aprobó la Regulación NMS (Sistema Nacional de Mercado), esto permitió a los inversores evitar los intercambios públicos para obtener mejoras de precios. El efecto fue atraer a varios jugadores nuevos al mercado y se crearon una gran cantidad de dark pools durante los próximos 10 años. Esto fue impulsado por las mejoras de la tecnología y el aumento de la velocidad de ejecución a medida que la negociación de alta frecuencia aprovechó estos dark pools.

## Operación
La liquidez verdaderamente oscura se puede conseguir fuera del mercado en dark pools utilizando APIs basadas en protocolos FIX y FAST. Los dark pools son generalmente muy similares a los mercados estándar con tipos de órdenes, reglas de precios y reglas de priorización similares. Sin embargo, la liquidez no se anuncia deliberadamente; no hay información sobre la profundidad del mercado. Tales mercados no necesitan un tipo de orden tipo iceberg. Además, prefieren no imprimir las operaciones en ninguna fuente de datos públicos o, si se les exige legalmente, lo harán con la mayor demora posible legalmente, todo para reducir el impacto de cualquier operación en el mercado. Los dark pools a menudo se forman a partir de los libros de pedidos de los corredores y otras fuentes de liquidez por fuera del mercado. Al comparar pools, se deben realizar verificaciones cuidadosas sobre cómo se calcularon los números de liquidez; algunos lugares cuentan ambos lados de la operación, o incluso cuentan la liquidez que se registró pero no se llenó.
Los grupos de liquidez oscura ofrecen a los inversores institucionales muchas de las eficiencias asociadas con la negociación en los libros de órdenes de límite público de las bolsas, pero sin mostrar sus acciones a los demás. Los pools de liquidez dark evitan este riesgo porque no se muestra ni el precio ni la identidad de la empresa que comercia.
Los dark pools se graban en la cinta nacional consolidada. Sin embargo, se registran como transacciones extrabursátiles. Por lo tanto, la información detallada sobre los volúmenes y tipos de transacciones se deja a la red de cruce para que la informe a los clientes si así lo desean y están obligados contractualmente.
Los dark pools permiten que los fondos se alineen y muevan grandes bloques de acciones sin tener que inclinarse sobre lo que están haciendo. Las modernas plataformas de comercio electrónico y la falta de interacción humana han reducido la escala de tiempo de los movimientos del mercado. Esta mayor capacidad de respuesta del precio de una acción a las presiones del mercado ha hecho que sea más difícil mover grandes bloques de acciones sin afectar el precio. Por lo tanto, los dark pools pueden proteger a los comerciantes de los participantes del mercado que utilizan NAF de manera predatoria.
Los dark pools son administrados por corredores privados que operan con menos requisitos reglamentarios y de divulgación pública que los intercambios públicos. Tabb Group estima que la negociación en los dark pools representa el 32% de las transacciones en 2012 frente al 26% en 2008.

### Órdenes iceberg
Algunos mercados permiten que la liquidez dark se registre dentro de la cartera de órdenes límite existente junto con la liquidez pública, generalmente mediante el uso de órdenes iceberg (Las órdenes Iceberg son órdenes grandes individuales que se han dividido en órdenes limitadas más pequeñas, generalmente mediante el uso de un programa automatizado, con el fin de ocultar el monto real de la transacción.)   . Los pedidos Iceberg generalmente especifican una "cantidad de exhibición" adicional, es decir, menor que la cantidad total del pedido. El pedido se pone en cola junto con otros pedidos, pero solo se imprime la cantidad mostrada a la profundidad del mercado. Cuando el pedido llega al frente de su cola de precios, solo se llena la cantidad de la exhibición antes de que el pedido se coloque automáticamente al final de la cola y debe esperar su próxima oportunidad para ser llenado. Por lo tanto, tales órdenes se ejecutarán con menos rapidez que el equivalente público y, a menudo, conllevan una penalización de costo explícita en forma de un costo de ejecución mayor cobrado por el mercado. Los pedidos de iceberg tampoco son realmente darks, ya que el comercio suele ser visible después del hecho en el feed de comercio público del mercado.

### Exposición de precios
Si se trata de un activo que solo puede negociarse públicamente, generalmente se asume que el proceso de exposición de precio estándar asegura que en un momento dado el precio sea aproximadamente "correcto" o "justo". Sin embargo, muy pocos activos se encuentran en esta categoría, ya que la mayoría pueden negociarse fuera del mercado sin imprimir la operación en una fuente de datos de acceso público. A medida que aumenta la proporción del volumen diario del activo que se negocia de manera tan oculta, el precio público aún podría considerarse justo. Sin embargo, si la negociación pública continúa disminuyendo a medida que aumenta la negociación oculta, se puede ver que el precio público no tiene en cuenta toda la información sobre el activo (en particular, no tiene en cuenta lo que se negoció en forma oculta) y, por lo tanto, el precio público puede que ya no sea "justo".
Sin embargo, cuando las operaciones ejecutadas en grupos oscuros se incorporan a un régimen de transparencia posterior a la negociación, los inversores tienen acceso a ellas como parte de una cinta consolidada. Esto puede ayudar al descubrimiento de precios porque los inversores institucionales que se muestran reacios a inclinar la mano en el mercado iluminado todavía tienen que negociar y, por lo tanto, un dark pool con transparencia posterior a la negociación mejora la exposición de precios al aumentar la cantidad de transacciones que tienen lugar.

### Impacto de mercado
Si bien es seguro decir que operar en un lugar dark reducirá el impacto del mercado, es muy poco probable que lo reduzca a cero. En particular, la liquidez que se cruza cuando hay una transacción tiene que provenir de algún lugar, y es probable que al menos parte de ella provenga del mercado público, ya que los sistemas de corredores automatizados interceptan las órdenes vinculadas al mercado y, en cambio, las cruzan con el comprador/vendedor. Esta desaparición de la liquidez del lado opuesto a medida que negocia con el comprador/vendedor y abandona el mercado tendrá un impacto. Además, la orden ralentizará el movimiento del mercado en la dirección favorable para el comprador/vendedor y lo acelerará en la dirección desfavorable. El impacto en el mercado de la liquidez oculta es mayor cuando toda la liquidez pública tiene la posibilidad de cruzar con el usuario y menor cuando el usuario puede cruzar ÚNICAMENTE otra liquidez oculta que tampoco está representada en el mercado. En otras palabras, el usuario tiene una compensación: reducir la velocidad de ejecución cruzando solo con liquidez dark o aumentarla y aumentar su impacto en el mercado.

### Selección adversa
Un problema potencial con el cruce de redes es la llamada maldición del ganador. El cumplimiento de un pedido implica que el vendedor realmente tenía más liquidez detrás de su pedido que el comprador. Si el vendedor estuviera realizando muchos pedidos pequeños durante un largo período de tiempo, esto no sería relevante. Sin embargo, cuando se negocian grandes volúmenes, se puede suponer que el otro lado, que es aún mayor, tiene el poder de causar un impacto en el mercado y, por lo tanto, empujar el precio contra el comprador. Paradójicamente, el cumplimiento de un pedido grande es en realidad un indicador de que el comprador se habría beneficiado de no realizar el pedido desde el principio; habría estado mejor esperando el impacto del vendedor en el mercado y luego comprando al nuevo precio.
Otro tipo de selección adversa es provocada a muy corto plazo por la economía de los dark pools frente a los mercados mostrados. Si una institución compradora agrega liquidez en el mercado abierto, una mesa de apoyo en un banco puede querer tomar esa liquidez porque tienen una necesidad a corto plazo. La mesa de apoyo tendría que pagar una tarifa de acceso a Exchange/ECN para tomar la liquidez en el mercado mostrado. Por otro lado, si la institución del lado de la compra estuviera flotando su orden en el grupo oscuro de corredores de la mesa de accesorios, entonces la economía lo hace muy favorable para la mesa de accesorios: pagan poca o ninguna tarifa de acceso para acceder a su propia reserva oscura, y el corredor matriz obtiene ingresos por cinta por imprimir la operación en un intercambio. Por esta razón, se recomienda que cuando las entidades realicen transacciones en tamaños más pequeños y no tengan alfa de corto plazo, no agreguen liquidez a los dark pools; más bien, vaya al mercado abierto donde es probable que la selección adversa a corto plazo sea menos severa.

## Controversia
El uso de dark pools para el comercio también ha atraído controversia y acción regulatoria en parte debido a su naturaleza opaca y conflictos de interés por parte del operador del dark pool y los participantes, un tema que fue el foco de Flash Boys, un libro de no ficción publicado en 2014 por Michael Lewis sobre la negociación de alta frecuencia (NAF) en los mercados financieros.

### Controversia de Pipeline LLC
Pipeline Trading Systems LLC, una empresa que ofrece sus servicios como un grupo oscuro, contrató a una filial que realizaba las transacciones. En el caso de Pipeline, la empresa intentó proporcionar un sistema comercial que protegería a los inversores del mercado electrónico público y abierto. En ese sistema, las órdenes de los inversores se harían públicas en la cinta consolidada tan pronto como se anunciaran, lo que los operadores caracterizaron como "jugar al póquer con las cartas boca arriba". El servicio que ofreció Pipeline fue buscar contrapartes para diversas operaciones de manera privada. Posteriormente, la empresa fue investigada y demandada por la Comisión de Bolsa y Valores de los Estados Unidos (CBV) por engañar a sus clientes. Tras su acuerdo de 2011 de las reclamaciones de la SEC en su contra, la empresa se rebautizó como Aritas Securities LLC en enero de 2012.

### Declaraciones reglamentarias
En 2009, la Comisión de Bolsa y Valores de los Estados Unidos (CBV) anunció que proponía medidas para aumentar la transparencia de los dark pools, "para que los inversores obtengan una visión más clara de los precios de las acciones y la liquidez". Estos requisitos implicarían que la información sobre el interés de los inversores en comprar o vender acciones se ponga a disposición del público, en lugar de estar disponible únicamente para los miembros de un dark pool. FINRA anunció en enero de 2013 que ampliará su monitoreo de dark pools.

### Demanda de Barclays
En junio de 2014, el estado estadounidense de Nueva York presentó una demanda contra Barclays alegando que el banco defraudó y engañó a los inversores por su dark pool. Una de las acusaciones centrales de la demanda es que Barclays tergiversó el nivel de actividad agresiva de HFT en su dark pool a otros clientes. El estado, en su denuncia, dijo que estaba siendo asistido por exejecutivos de Barclays y que buscaba daños no especificados. Las acciones del banco cayeron un 5% ante la noticia de la demanda, lo que provocó un anuncio del banco en la Bolsa de Londres diciendo que se estaba tomando las acusaciones en serio y que estaba cooperando con el fiscal general de Nueva York. En julio de 2014, Barclays presentó una moción para que se desestimara la demanda, diciendo que no había habido fraude, ni víctimas, ni daños a nadie. La Oficina del Fiscal General de Nueva York dijo que confiaba en que la moción no tendría éxito. En enero de 2016, Barclays acordó pagar una multa de $35 millones a la SEC y $70 millones a NYAG por sus fechorías en el dark pool.

### Multa UBS
En enero de 2015, los reguladores estadounidenses impusieron una multa al dark pool de UBS Group AG por no seguir las reglas diseñadas para garantizar que las operaciones bursátiles se ejecuten de manera justa. Al ordenar a UBS que pague $14.4 millones, incluida una multa de $12 millones que excede todas las sanciones anteriores contra un sistema de comercio alternativo, la Comisión de Bolsa y Valores señaló una serie de violaciones de 2008 a 2012. Dijo que UBS permitió a los clientes enviar pedidos a precios denominados en incrementos menores a un centavo, algo que las reglas de la CBV prohíben porque se puede usar para obtener un mejor lugar en la fila al comprar o vender acciones. La capacidad de negociar en incrementos de menos de un centavo tampoco se divulgó ampliamente a los clientes de UBS, sino que se presentó en secreto a los creadores de mercado, incluidos los operadores de alta frecuencia, según la CBV.

### Acuerdo ITG
En agosto de 2015, ITG (y su filial AlterNet Securities) llegó a un acuerdo con la CBV por 20.3 millones de dólares debido al funcionamiento de una mesa de negociación secreta y al uso indebido de la información comercial confidencial de los suscriptores del dark pool.

## Lista de dark pools

### Dark pools independientes
- Chi-X Global
- Instinet
- Liquidnet
- NYFIX Millennium
- Posit/MatchNow from Investment Technology Group (ITG)
- State Street's BlockCross
- RiverCross Securities
- SmartPool
- TORA Crosspoint
- ETF One[32]
- Codestreet Dealer Pool for Corporate Bonds[33]

### Dark pools propiedad de un corredor de bolsa
- JP Morgan - JPMX
- Barclays Capital - LX Liquidity Cross
- BNP Paribas - BNP Paribas Internal eXchange (BIX)
- BNY ConvergEx Group (un afiliado de Bank of New York Mellon)
- Cantor Fitzgerald - Aqua Securities
- Citi - Citi Match, Citi Cross
- Credit Agricole Cheuvreux - BLINK
- Credit Suisse - CrossFinder
- Deutsche Bank Global Markets - DBA (Europe), SuperX ATS (U.S.)
- Fidelity Capital Markets
- Global Electronic Trading Company - GETMatched
- Goldman Sachs SIGMA X
- Knight Capital Group - Knight Link, Knight Match
- Merrill Lynch - Instinct-X
- Morgan Stanley - MSPOOL
- Nomura Securities Co. - Nomura NX
- UBS Investment Bank - UBS ATS, UBS MTF, UBS PIN
- Societe Generale - ALPHA Y
- Daiwa Securities Capital Markets - DRECT
- Wells Fargo Securities LLC - WELX - desde entonces ha cerrado

### Dark pools propiedad del consorcio
- BIDS Trading - BIDS ATS
- LeveL ATS
- Luminex (Solo compra)

### Dark pools propiedad de Exchange
- ASX Centre Point
- International Securities Exchange
- NYSE Euronext
- Bats Exchange, Inc
- Turquoise

### Agregadores de dark pool
- Fidessa - Spotlight
- Bloomberg Tradebook
- Liquidnet LN Dark
- Credit Suisse Crossfinder Plus
- Deutsche Bank SuperX+
- Software AG - Apama
- ONEPIPE – Weeden & Co. & Pragma Financial
- Xasax Corporation
- Crossfire – Credit Agricole Cheuvreux
- Instinet - Nighthawk
- Bernstein - Shadow
- Wells Fargo - Komodo Dark

## Regulación
Los dark pools fueron motivados en gran medida por los intercambios de grandes bloques de acciones y participantes que no querían que el mercado advirtiera sus operaciones y las mismas cusaran un front running. En los Estados Unidos, sin embargo, estos intercambios se vieron obstaculizados por el Reglamento NMS en 2004. Sin embargo, en virtud del artículo 5 de la Securities Exchange Act de 1934 y el Reglamento ATS de 1998, solo  se permite la negociación por fuera de bolsa de hasta el cinco por ciento del volumen en Estados Unidos de una acción.
La CBV de Estados Unidos adoptó reglas, como enmiendas a la Regulación ATS, para exigir divulgaciones sobre los grupos oscuros en 2018. Conocida como la Regla 304 del Reglamento ATS, requiere la presentación del Formulario ATS-N que incluye una variedad de divulgaciones que incluyen conflictos de intereses, métodos, tarifas, etc. Una revisión de estos formularios reveló una serie de diferencias, incluidas las órdenes "escalonadas", "vinculadas" e "inmediatas o canceladas (IOC)", así como características especiales como un tope de velocidad para evitar la negociación de alta frecuencia por IEX.
La FINRA informa trimestralmente los datos sobre los sistemas ATS de forma gratuita, lo que comenzó a hacer en julio de 2015. Cuando FINRA publicó estos datos, mostró que las transacciones promediaban 187 acciones, lo que sugiere que los accionistas institucionales no utilizaban las bolsas de valores para grandes transacciones.